# K-News
K-News — негосударственное информационное агентство Киргизской Республики, специализирующееся на освещении новостей Киргизии. Основано 20 июня 2011 года группой медиа-менеджеров.
K-News позиционирует себя как информационное агентство «без ОБС, тотального контроля собственников, рамок и дурацких бюрократических правил крупных многолетних структур». K-News является независимым и нейтральным агентством, выступающим за свободу информации и поддержку своих читателей. По информации на 2021 год, с момента открытия в 2011 году более 16 миллионов читателей открывали 83 миллиона страниц сайта K-News. Количество просмотров доходят примерно до 2,5 миллионов в месяц, или около 600,5 тысяч страниц в неделю. В 2019 году более 3,6 миллионов пользователей заходили на 15,4 миллионов страниц сайта.

## Рубрики
Материалы издания рубрицируются в соответствии с тематикой. Ежедневно агентством ведется «Парламентская хроника», в которой отображены инициативы и решения членов парламента страны. На сайте доступна рубрика «Досье», в которой представлена полная биография известных личностей и политических деятелей Киргизии.

На постоянной основе действуют рубрики «Политика», «События и расследования», «Экономика», «Фоторепортажи» и «Инфографика». В рубрике «Кадры и назначения» агентство делится со своими читателями информацией о последних кадровых перестановках в государственных структурах и крупных организациях.

## Положение в Интернете
Материалы K-News перепечатывают партнеры агентства — рейтинговые новостные сервисы (Яндекс. Новости, Google.News, Rambler.Новости, Новости@Mail.ru, Namba Media), киргизские и международные специализированные сайты.

Также K-News цитируют известные зарубежные издания (Regnum (недоступная ссылка), Lenta.ru, РосБалт, ЦентрАзия, Internews Kazakhstan, Известия, Фергана.ру). 

По данным системы мониторинга социальных сетей SocialBakers.com, корпоративная страница K-News — самая читаемая страница среди киргизских СМИ в сети Facebook. Мониторинг ведущего сервиса статистики интернет-ресурсов LiveInternet.ru показал, что K-News занимает первые места по Киргизии.

Полученные премии: журналистская премия имени Геннадия Павлюка «Честность. Мужество. Профессионализм». Премия «Открытие года» киргизского форума информационных технологий «КИТ-2011».
Индекс цитирования сайта K-News по алгоритму PageRank равен 5.